# Musée Billy Bishop
Le Musée Billy Bishop est situé à Owen Sound, dans la maison d'enfance de Billy Bishop (1894-1956), as de l'aviation canadienne.
La maison, située à 948 Third Avenue West, a été construite en 1884.
Elle a été classée en tant que lieu historique national du Canada en 2002.